# La fabbrica di plastica (singolo)
La fabbrica di plastica è il primo singolo estratto dall'omonimo album di Gianluca Grignani pubblicato nel 1996.

## Tracce
CD Singolo
1. La fabbrica di plastica
2. La fabbrica di plastica (acoustic version)